# 瓦西里基夫區

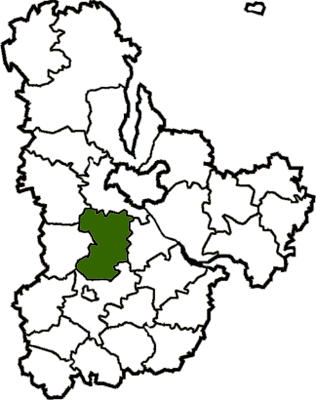
废除前瓦西里基夫區在基辅州的位置

瓦西里基夫區（烏克蘭語：Васильківський район），曾是烏克蘭的一個區，位於該國中北部，由基輔州負責管轄，首府設於瓦西里基夫，面積1,184.4平方公里，2015年人口57,629，人口密度每平方公里48.9人。
该区在2020年7月18日的乌克兰行政区划改革中被撤销，改革后基辅州下分为7个区。